# 奧博莫紹

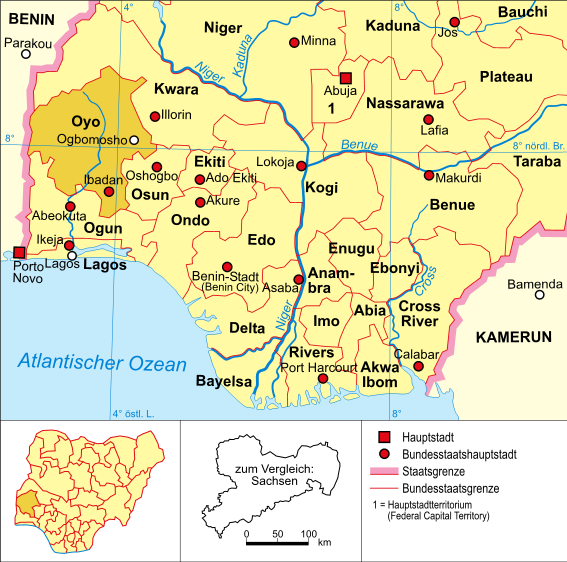
Ogbomosho

奧博莫紹（英語：Ogbomosho）是尼日利亞西南部奧約州的城市，在十七世紀中期建立，1991年人口約645,000，而2005年3月估計人口增加至約1,200,000。
奧博莫紹的居民主要是約魯巴人，以種植木薯、玉米、煙草等農產品為生。